# Struktur-Wirkungsbeziehung
Die Struktur-/Wirkungsbeziehung (kurz SAR von englisch structure/activity relationship) ist der Zusammenhang von spezifischen Aspekten einer molekularen Struktur und einer biologischen Wirkung. Sie kann als Modell zur Vorhersage biologischer Wirkungen noch nicht getesteter Substanzen genutzt werden und ist daher insbesondere in der Arzneistoffentwicklung, aber auch in der Toxikologie und in den Umweltwissenschaften von großer Wichtigkeit.
Prinzipiell lassen sich nicht-quantitative (qualitative) von quantitativen Struktur-Wirkungsbeziehungen, auch QSAR genannt, unterscheiden. Qualitative Struktur-/Wirkungsbeziehungen beruhen auf binären Informationen (ja oder nein) über die chemische Struktur oder Struktureigenschaften und biologischen Wirkungen. So kann der Zusammenhang zwischen dem Vorhandensein oder der Abwesenheit einer chemischen Struktur oder Struktureigenschaft und dem Vorhandensein oder Fehlen einer biologischen Wirkung analysiert werden.
Demgegenüber werden für Quantitative Struktur-/Wirkungsbeziehung kontinuierlichen Daten zur mathematischen Beschreibung des Zusammenhangs genutzt. Beispielsweise können so Korrelationen zwischen der Kettenlänge eines Substituenten und einem Effekt aufgestellt werden.